# Mathias Piller
Mathias Piller (28 de novembre de 1733, Gorizia - † 24 d'agost de 1788) fou un religiós jesuïta, naturalista, zoòleg, geòleg, botànic austrohongarès, que treballà activament a la Reial Universitat de Buda, on mantenia grans col·leccions d'espècies zoològiques, botàniques i geològiques, dels quals es conserven avui al Museu d'Història Natural d'Hongria i al Museu Geològic d'Hongria. Fou professor d'història natural a Budapest, amb el professor i company Ljudevit Mitterpacher von Mitterburg. També fou professor a Basilea i a Viena.